# Chęciny
Chęciny ist eine Stadt in Polen in der Woiwodschaft Heiligkreuz. Die Stadt hat etwa 4.200 Einwohner und ist Sitz der gleichnamigen Stadt-und-Land-Gemeinde.

## Geschichte
Die erste urkundliche Erwähnung Chęcinys stammt aus dem Jahr 1275 in einer Urkunde Bolesław Wstydliwys. Wann genau der Ort das Stadtrecht erhielt, ist nicht bekannt. Höchstwahrscheinlich verlieh König Władysław I. Ellenlang das Recht in der ersten Hälfte des 14. Jahrhunderts. Vor 1306 wurde auf einer Anhöhe eine Burg errichtet.
Während der Niederschlagung der Aufstände unter Mikołaj Zebrzydowski 1607 wurden die Stadt und das Schloss zerstört. Weitere Zerstörungen des Ortes erfolgten während der Nordischen Kriege gegen Schweden. Bei der Dritten Teilung Polens kam Chęciny an Österreich und wurde Kreisstadt. Mit der Bildung des Herzogtums Warschau wurde Chęciny Teil desselben und 1815 Teil Kongresspolens.
Nach dem Ersten Weltkrieg wurde die Stadt wieder Teil des wiederhergestellten unabhängigen Staates Polen. Im September 1939 marschierte die Wehrmacht in Chęciny ein. Während der Besetzung wurde ein Ghetto errichtet. Der Vorsitzende des Judenrates bat im Juli 1941 den Kreishauptmann von Kielce, Karl Hans Drechsel, um Unterstützung gegen zwei „Aufrührer“. 1945 marschierte die Rote Armee in der Stadt ein, die anschließend wieder Teil Polens wurde. 1975 wurde eine Verwaltungsreform durchgeführt und Chęciny wurde Teil der neu gebildeten Woiwodschaft Kielce. Nach deren Auflösung wurde die Stadt Teil der Woiwodschaft Heiligkreuz.

## Sehenswürdigkeiten

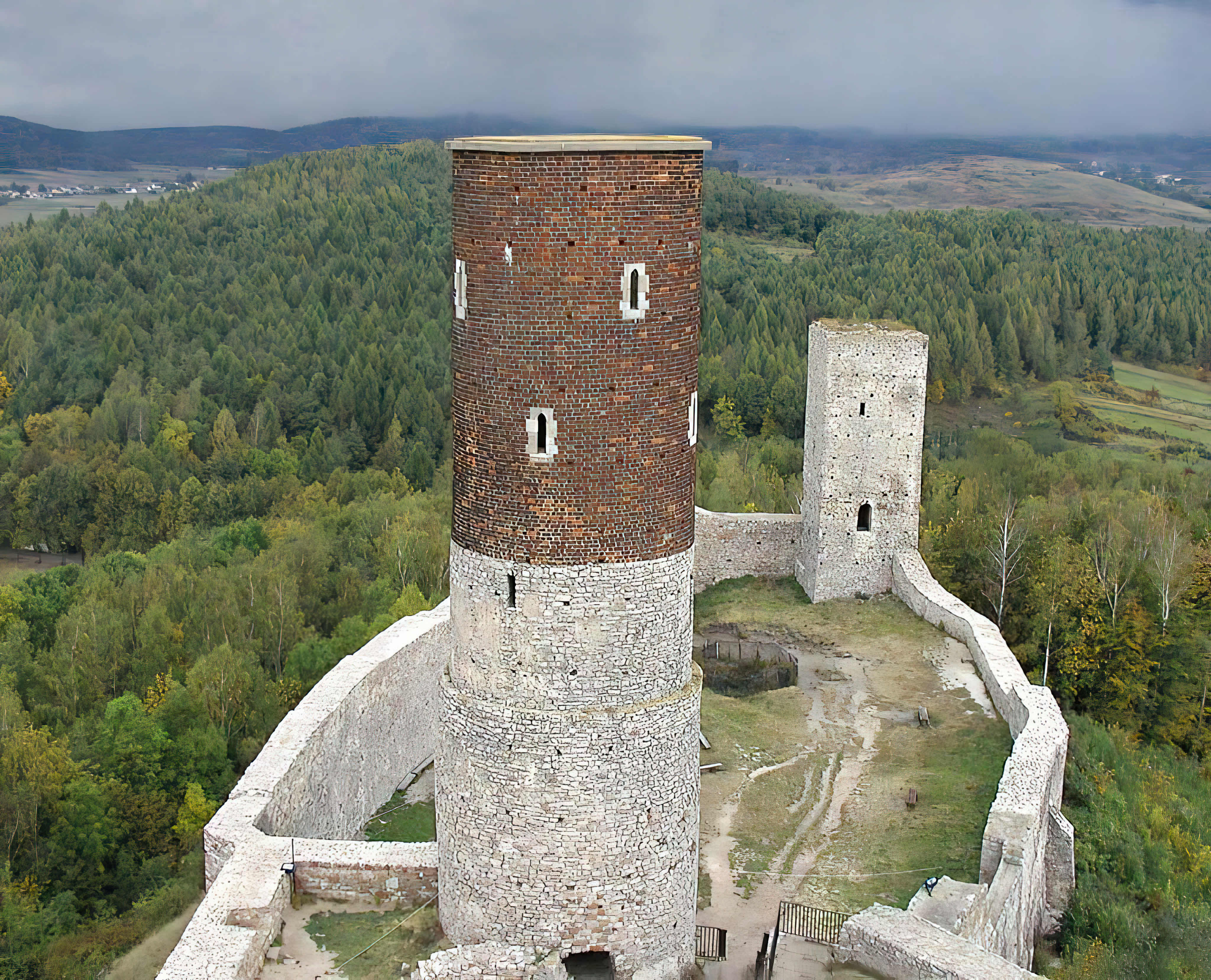
Burgruine von Chęciny

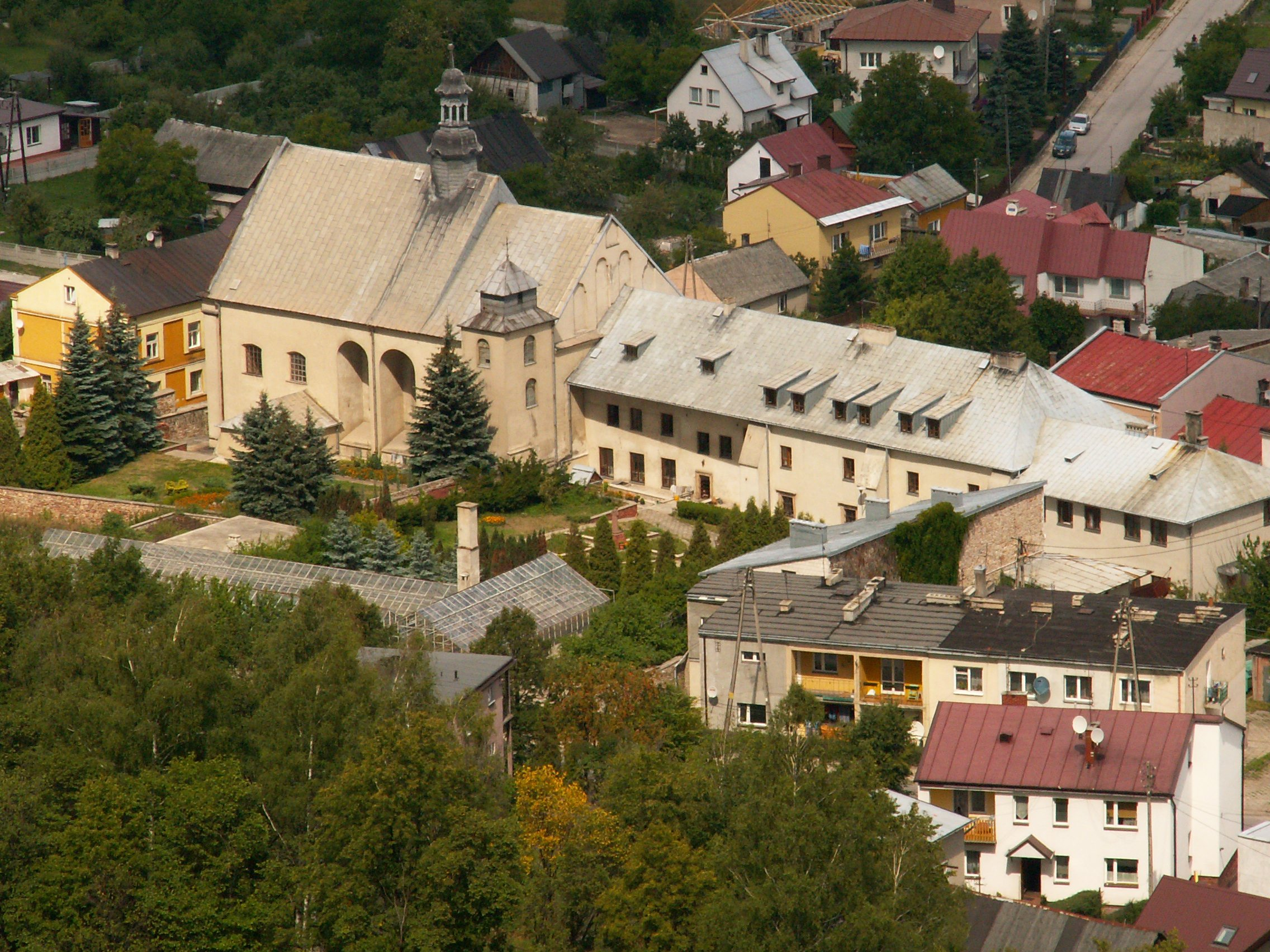
Klosteranlage der Klarissen

- Burgruine aus dem 13./14. Jahrhundert
- Rathaus, errichtet 1837
- Barocke Klosteranlage der Klarissen
- Ehemalige Synagoge und Jüdischer Friedhof

## Gemeinde
Die Stadt-und-Land-Gemeinde Chęciny hat eine Fläche von 127,57 Quadratkilometern, auf welcher etwa 14.700 Einwohner leben.

## Verkehr
Durch Chęciny führen zahlreiche größere Landstraßen. Die wichtigste ist die von Nord nach Süd verlaufende Europastraße 77. Diese führt im Norden nach Warschau und im Süden nach Krakau. Unmittelbar bei Chęciny wird die E 77 durch die Schnellstraße 7 gebildet, die etwa 24 Kilometer lang ist. In ost-westlicher Richtung verläuft die Woiwodschaftsstraße 762. Diese mündet etwa 15 Kilometern westlich in der Stadt Małogoszcz. Etwa 13 Kilometer nordöstlich endet die 762 in Kielce. Die Woiwodschaftsstraße 763 beginnt in Chęciny, endet aber bereits zwölf Kilometer weiter östlich mit der Einmündung in die Landesstraße 73.
Im Gemeindegebiet liegen die Halte Radkowice und Wolica der Bahnstrecke Warszawa–Kraków.
Der nächste internationale Flughafen ist der Internationale Flughafen Johannes Paul II. Krakau-Balice. Er liegt etwa 90 Kilometer südlich von Chęciny.